# Carmit Bachar
Carmit Bachar (Los Angeles, 4 de setembro de 1974), é uma cantora, dançarina, coreógrafa e modelo estadunidense. Ficou mundialmente conhecida ao participar do grupo feminino Pussycat Dolls, onde era uma das principais vocalistas, ao lado de Nicole Scherzinger e Melody Thornton. Contudo, em fevereiro de 2008, Carmit anuncia sua saída do grupo.
Paralelamente, Carmit trabalhou em diversas atividades, como participação nos filmes As Panteras - Detonando, De Repente 30, entre outros. Além disso, Carmit é co-fundadora do "The Zodiac Show", evento considerado, pela própria cantora, como uma "versão "rock'n'roll do Cirque du Soleil". Bachar é embaixadora da organização não governamental "Operação Sorriso", que ajuda crianças carentes que possuem deformidades faciais.

## Biografia
Bachar nasceu em Los Angeles, seu pai é descendente de judeus israelenses e sua mãe é descendente de indonésios, neerlandeses e chineses. Carmit nasceu com uma deformidade nos lábios, conhecida como lábio leporino. Ela foi criada em Encino, Califórnia. Ambos os pais da artista eram dançarinos; sua mãe trabalhava como professora de dança na Escola de Artes Cênicas de Bancroft e seu pai trabalhou com Elvis Presley e Marcel Marceau. Bachar competiu internacionalmente como ginasta rítmica por 10 anos, e ficou em 5º lugar nos Jogos Olímpicos  dos EUA em 1992. Durante sua carreira competindo na equipe nacional dos EUA, ela participou da Hamilton Academy of Music, em Los Angeles, estudando música, dança, piano e viola. Mas ao longo dos anos, ela sofreu com os anos de cirurgia e acabou sendo vítima de bullying.

## Carreira

### The Pussycat Dolls
Carmit se juntou ao Pussycat Dolls em 1995, quando esse ainda era apenas uma trupe burlesca. Em 2002, ela trouxe sua amiga Gwen Stefani, para assistir a uma apresentação das Pussycat Dolls. Gwen, por sua vez, trouxe os executivos da Interscope Records, Ron Fair e Jimmy Lovine. Posteriormente, as Pussycat Dolls assinaram um contrato com a gravadora.
Carmit foi membro do Pussycat Dolls mais do que qualquer outra. A maioria das atuais membros, incluindo Nicole Scherzinger e as ex-integrante Melody Thornton, foram 'lançadas' pela co-fundadora do grupo Robin Antin em 2002 e 2003, respectivamente, quando o grupo estava sendo transformado de burlesco para artístico. Assim como todas as demais integrantes do grupo, Carmit tinha um contrato assalariado com a Interscope Records.

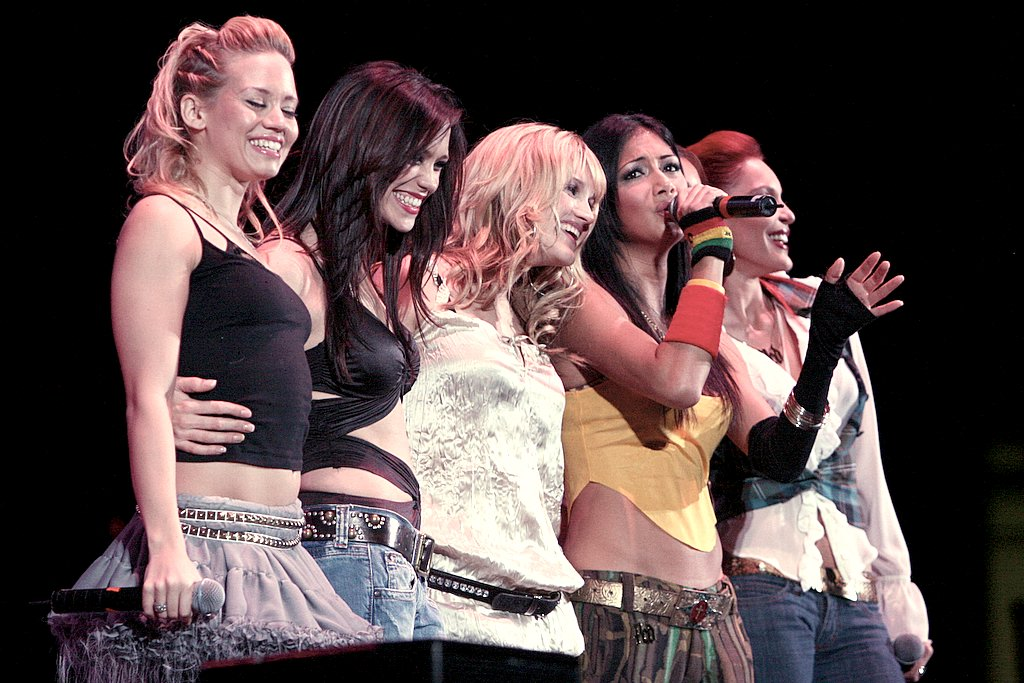
Bachar como membro das Pussycat Dolls, durante apresentação em dezembro de 2005.

Em 2006 e 2007, ela entrou em turnê com as Pussycat Dolls para promover o primeiro álbum do recém formado grupo, PCD. Foi uma das três principais vocalistas e teve grande presença vocal nas canções "Beep", "Buttons", "I Don't Need a Man", "Hot Stuff (I Want You Back)", "Right Now" e "Tainted Love", entre outras.
Em fevereiro de 2008, surgiram boatos de que ela estaria deixando o Pussycat Dolls para dar início a sua carreira solo, mas, apenas em 8 de março de 2008, Carmit anunciou oficialmente seu desligamento do Pussycat Dolls no site oficial do grupo, texto conhecido como "Dear Fans", existente até hoje. Melody Thornton, agradeceu a Carmit Bachar durante uma coletiva de apresentação do segundo álbum do grupo, Doll Domination e, Jessica Sutta, acabou ocupando a maioria dos vocais pertencentes a Bachar.

### Carreira Solo

#### Atriz e Dançarina
Contudo, em 1997, Carmit foi creditada como dançarina pela Nickelodeon Movies, no filme Good Burger. Em 2003, Carmit participou do filme As Panteras - Detonando, que também contou com a participação das Pussycat Dolls, além disso, ela apareceu em diversos filmes, incluindo De Repente 30, Quero Ficar com Polly, lançado em 2004.
Como dançarina, ela realizou diversas turnês e fez aparições em shows ao vivo de rock e música pop. Em 1999 e 2000, ela participou da turnê mundial de Ricky Martin, para promover o seu álbum Livin' la Vida Loca. Em 2001, ela era uma das dançarinas do videoclipe do single "Rock the Boat", de Aaliyah. Em 2003, participou da turnê mundial do No Doubt e apareceu no palco com Gwen Stefani em "Bathwater", no DVD lançado pelo grupo, Rock Steady Live. Em 1 de fevereiro de 2004, foi dançarina de Janet Jackson durante show do final do compeonato de futebol americano. No mesmo ano, foi dançarina de Beyoncé durante a turnê da cantora e, apareceu em seu DVD Ao Vivo em Wembley. Carmit Bachar ainda apareceu em mais de 21 videoclipes, entre eles, "Sexy Revolution", de Macy Gray", "Ain't It Funny", de Jennifer Lopez, "Perfect Gentleman", de Wyclef Jean, "Shut Up", do Black Eyed Peas, "Blood On The Dance Floor" de Michael Jackson e "Crazy in Love" de Beyoncé.

##### The Zodiac Show
Em 2001, Carmit, ao lado de Lee Cherry, Scarlett Cherry entre outros fundaram uma "discoteca" underground chamada "Freedom", em Los Angeles. Este se tornou ocasionalmente um cabaré multi-gênero, "The Zodiac Party", que ocorreu pela primeira vez no Hollywood Athletic Club e mais tarde, nao Key Club. A partir de 2006, Carmit, ainda co-produtora do evento, mudou o nome para "The Zodiac Show". Em agosto de 2008, Carmit anunciou que estava trabalhando em outro Zodiac Show, no qual, segundo ela, seria uma "versão rock'n'roll do Cirque du Soleil". O show realizado em 2008, foi um grande sucesso e, não há informações sobre uma nova apresentação em 2010.

##### Carreira solo na música
Bachar é destaque na música "Lo-Down" de Storm Lee em seu álbum Soulfillapopkilla de 2007. Enquanto isso, ela gravou os vocais de fundo para o álbum Big de Macy Gray. Ela também colaborou com Vikter Duplaix em uma música dele.
Bachar gravou vocais de fundo para um single de Macy Gray, chamado "Beauty in the World".
Em uma entrevista para E! de março de 2008, ela mencionou que ela quer lançar um álbum solo no futuro. Em outra entrevista com Savvy.com, ela disse que trabalhou com Macy Gray e que seu álbum seria lançado em 2009. Em junho de 2008, uma música chamada "Carmasutra" apareceu no MySpace de Bachar. Ela confirmou em seu blog que é uma música demo mais antiga. Em dezembro de 2008, uma versão inacabada de "Overrated" vazou. Em junho de 2009, ela cantou uma nova música chamada "Fierce" em boates. Foi produzido por Jared Lee Gosselin e escrito por Carmit Bachar, Kay Cola e Che'Nelle . Outros produtores com quem ela trabalhou são, entre outros, Justin Michael, Phillipe Bianco, Leo Mellace e Steve Catizone. O álbum de Bachar estava previsto para ser lançado no início ou meados de 2010.
Na edição de setembro de 2009 da revista Kee, Bachar revelou que seu álbum seria intitulado "Formerly Of ...".
| “ | "É obviamente uma declaração sobre a vida. Você é anteriormente de si mesma, antes de um relacionamento, e eu sou anteriormente de ... Cada música é sobre algo pessoal, uma história de algo que eu sou formalmente." | ” |

No dia 18 de março de 2010, o rapper Detroit Diamond lançou um EP que apresentava uma faixa com Bachar intitulada "Something 'Bout You", assim como suas músicas solo "Fierce" e "Cream". O EP, produzido por Jared Lee Gosselin, está disponível no site HMV.com.hk e também no iTunes e Amazon como download digital. Um videoclipe da música "Keep On Smiling" será lançado em 2012.
Com o LadyStation, ela lançou sua música de estréia "Body In Motion" em 2011. Em julho de 2012, a dupla lançou um single "Motivation" com o DJ Paul Thomas.
Em 24 de fevereiro de 2017, Bachar lançou seu primeiro single oficial "It's Time", com seu nome artístico "Carmit".

## Filântropia
Carmit Bachar fundou uma organização não governamental e sem fins lucrativos chamada "Smile With Me" (em português: "Sorria Comigo"), que cuida de crianças e adultos que nasceram com lábio leporino.
| “ | Eu queria ter minha própria instituição de caridade para que crianças e adultos que nascessem com lábios leporino, tivessem como ter ajuda. Eu nasci com esse problema e, quero educar e ensinar as pessoas sobre ele, dizendo que a beleza interior é mais importante do que parece | ” |
|   | — Carmit Bachar, . |   |

Além disso, Bachar é embaixadora da "Operação Sorriso", instituição que ajuda crianças carentes do mundo todo através da disponibilização de acesso à saúde e, a jovens adultos, com deformidades faciais. Em novembro de 2007 participou de uma missão realizada pela instituição na na Bolívia, onde ela e sua equipe criativa organizarão eventos para as crianças como pintura de rosto e corpo, leitura, música e dança.

## Discografia

### EPs
- Detroit Diamond feat. Carmit Limited Edition EP (2010)
- Voices (2015)

### Singles
- Cream

### Videoclipes
Solo Work From Home
| Ano  | Canção            | Artista       | Diretor            |
| ---- | ----------------- | ------------- | ------------------ |
| 2010 | "Keep On Smiling" | Carmit Bachar | Voyeur Productions |

Aparições
| Ano  | Canção                         | Artista                        | Papel          |
| ---- | ------------------------------ | ------------------------------ | -------------- |
| 1997 | "Blood On The Dancefloor"      | Michael Jackson                | Dançarina      |
| 1998 | "Too Close"                    | Next                           | Dançarina      |
| 1998 | "One Week"                     | Barenaked Ladies               | Dançarina/Anjo |
| 1999 | "Pretty Fly (For a White Guy)" | The Offspring                  | Dançarina      |
| 1999 | "Why Don't You Get A Job?"     | The Offspring                  | Esposa         |
| 1999 | "Take Me There"                | Mya (Part. Blackstreet e Mase) | Dançarina      |
| 1999 | "You Need a Man                | Shanice                        | Dançarina      |
| 1999 | "Every Morning"                | Sugar Ray                      | Dançarina      |
| 1999 | "All N My Grill"               | Missy Elliott                  | Dançarina      |
| 2000 | "You're An Ocean"              | Fastball                       | Dançarina      |
| 2000 | "Bathwater"                    | No Doubt                       | Dançarina      |
| 2001 | "Perfect Gentleman"            | Wyclef Jean                    | Dançarina      |
| 2001 | "Ain't It Funny"               | Jennifer Lopez                 | Cigana         |
| 2001 | "Rock The Boat"                | Aaliyah                        | Dançarina      |
| 2001 | "Sexual Revolution"            | Macy Gray                      | Dançarina      |
| 2002 | "Hey Baby"                     | No Doubt                       | Dançarina      |
| 2003 | "Crazy In Love"                | Beyoncé (Part. Jay-Z)          | Dançarina      |
| 2003 | "Baby Boy"                     | Beyoncé (Part. Sean Paul)      | Dançarina      |
| 2003 | "Shut Up"                      | Black Eyed Peas                | Dançarina      |
| 2006 | "Friend"                       | Scarlett                       | Ela Mesma      |
| 2009 | "Snap, Crackle, Pop"           | Chonique Sneed                 | Ela Mesma      |

## Turnês
| Ano         | Artista        | Turnê/Evento                    |
| ----------- | -------------- | ------------------------------- |
| 1999 - 2000 | Ricky Martin   | Livin' la Vida Loca World Tour  |
| 2003        | No Doubt       | Rock Steady Life                |
| 2004        | Janet Jackson  | Escândalo do Super Bowl XXXVIII |
| 2004        | Beyoncé        | Live at Wembley                 |
| 2006 - 2007 | Pussycat Dolls | PCD World Tour                  |